# Nora Swinburne
Nora Swinburne, pseudonimo di Leonora Mary Johnson (Bath, 24 luglio 1902 – Londra, 1º maggio 2000), è stata un'attrice britannica.

## Biografia
Nora Swinburne iniziò la carriera artistica nella danza classica. Nel 1914 partecipò a un'audizione con la ballerina Phyllis Bedells e successivamente con Anna Pavlova, che tuttavia la considerarono ancora troppo giovane per entrare in un corpo di ballo, pur riconoscendone il grande talento. Nora Swinburne entrò quindi all'Accademia di Danza di Italia Conti, dove ottenne la sua prima vera parte come attrice bambina in Where the Rainbow Ends, esibendosi a Londra e nelle principali città della Gran Bretagna.
Nel 1915 entrò alla Royal Academy of Dramatic Art, dove studiò recitazione. Dalla seconda metà degli anni dieci apparve regolarmente sul palcoscenico in ruoli brillanti in commedie musicali e riviste. La sua affermazione definitiva come interprete teatrale giunse durante gli anni venti, periodo che la vide anche impegnata sul grande schermo in pellicole mute. Passata al cinema sonoro, apparve in numerosi film britannici di successo, come la commedia Pranzo al Ritz (1937), accanto a David Niven e Annabella, La cittadella (1938) con Robert Donat e Rosalind Russell, e Cristoforo Colombo (1949), al fianco di Fredric March e Florence Eldridge.
Tra i suoi ruoli cinematografici più noti, da ricordare quello della madre nel film Il fiume (1951) di Jean Renoir, di Pomponia, moglie di Aulo Plauzio (Felix Aylmer) nel kolossal Quo vadis (1951) di Mervyn LeRoy, e di Ecuba, moglie di Priamo (Cedric Hardwicke) in Elena di Troia (1956) di Robert Wise. Apparve anche in televisione, nel ruolo della zia Hester, nello sceneggiato La saga dei Forsyte (1967) e nella miniserie La caduta delle aquile (1974), in cui interpretò il ruolo dell'attrice austriaca Katharina Schratt. Si ritirò dalle scene alla metà degli settanta dopo un'ultima apparizione teatrale nel ruolo di Julia Shuttlethwaite nel dramma Cocktail Party di T.S. Eliot.

## Filmografia parziale
- Wee MacGregor's Sweetheart, regia di George Pearson (1922)
- Pranzo al Ritz (Dinner at Ritz), regia di Harold D. Schuster (1937)
- La cittadella (The Citadel), regia di King Vidor (1938)
- L'uomo in grigio (The Man in Grey), regia di Leslie Arliss (1943)
- Il mio amore vivrà (Fanny by Gaslight), regia di Anthony Asquith (1944)
- Jassy la zingara (Jassy), regia di Bernard Knowles (1947)
- Ragazze perdute (Good-Time Girl), regia di David MacDonald (1948)
- Accadde a Praga (The Blind Goddess), regia di Harold French (1948)
- Lord Byron (The Bad Lord Byron), regia di David MacDonald (1949)
- Cristoforo Colombo (Christopher Columbus), regia di David MacDonald (1949)
- Mia figlia Joy (My Daughter Joy), regia di Gregory Ratoff (1950)
- Il fiume (The River), regia di Jean Renoir (1951)
- Quo vadis, regia di Mervyn LeRoy (1951)
- Controspionaggio (Betrayed), regia di Gottfried Reinhardt (1954)
- La fine dell'avventura (The End of the Affair), regia di Edward Dmytryk (1955)
- Elena di Troia (Helen of Troy), regia di Robert Wise (1956)
- La sfida del terzo uomo (Third Man on the Mountain), regia di Ken Annakin (1959)
- La guerra segreta di suor Katryn (Conspiracy of Hearts), regia di Ralph Thomas (1960)
- Decisione a mezzanotte (Decision at Midnight), regia di Lewis Allen (1963)
- M 5 codice diamanti (A Man Could Get Killed), regia di Ronald Neame (1966)
- Interludio (Interlude), regia di Kevin Billington (1968)
- Anna dei mille giorni (Anne of the Thousand Days), regia di Charles Jarrott (1969)

## Doppiatrici italiane
- Dina Perbellini in Cristoforo Colombo, Il fiume
- Nella Maria Bonora in Quo vadis
- Rosetta Calavetta in La fine dell'avventura
- Giovanna Scotto in Elena di Troia
- Lydia Simoneschi in La sfida del terzo uomo
- Cesarina Gheraldi in Anna dei mille giorni